# 6893 Sanderson
A 6893 Sanderson (ideiglenes jelöléssel (6893) 1983 RS3) a Naprendszer kisbolygóövében található aszteroida. Henri Debehogne fedezte fel 1983. szeptember 2-án.